# Ramon Fort
Ramon Fort (Montblanc, Catalunha, 1954) é um ceramista espanhol.
Assume uma posição de autodidata na sua formação completando-a com alguns cursos de especialização em técnicas cerâmicas.
De 1982 a 1987 dá aulas de Roda de Oleiro na Escola de Cerâmica de La Bisbal (Catalunha - Espanha).
Em 1988 inaugura a sua própria escola: Taller a Llers.